# Euchalcia hedeia
Euchalcia hedeia là một loài bướm đêm trong họ Noctuidae.